# Gorochowka (rejon smoleński)
Gorochowka (ros. Гороховка) – wieś (ros. деревня, trb. dieriewnia) w zachodniej Rosji, w osiedlu wiejskim Michnowskoje rejonu smoleńskiego w obwodzie smoleńskim.

## Geografia
Miejscowość położona jest nad Jefimją, 6 km od drogi federalnej R120 (Orzeł – Briańsk – Smoleńsk – Witebsk), 13,5 km od drogi magistralnej M1 «Białoruś», 14,5 km od centrum administracyjnego osiedla wiejskiego (Michnowka), 21 km od Smoleńska, 6,5 km od najbliższego przystanku kolejowego (443 km).
W granicach miejscowości znajduje się ulica Miedowaja.

## Demografia
W 2010 r. miejscowości nikt nie zamieszkiwał.